# União das Freguesias de Arcos de Valdevez (Salvador), Vila Fonche e Parada
Die União das Freguesias de Arcos de Valdevez (Salvador), Vila Fonche e Parada ist eine portugiesische Gemeinde (Freguesia) im Kreis (Concelho) Arcos de Valdevez im Nordwesten Portugals.

## Geschichte
Die Gemeinde entstand im Zuge der Gebietsreform vom 29. September 2013 durch die Zusammenlegung der ehemaligen Gemeinden Salvador, Vila Fonche und Parada. Salvador (Arcos de Valdevez) wurde Sitz der neuen Verwaltung.

## Demographie
|  | Arcos de Valdevez (Salvador), Vila Fonche e Parada | 2754 | 5,27 |             |      |      |
|  | Arcos de Valdevez (Salvador), Vila Fonche e Parada | 2754 | 5,27 | Salvador    | 1070 | 0,62 |
|  | Arcos de Valdevez (Salvador), Vila Fonche e Parada | 2754 | 5,27 | Vila Fonche | 1117 | 2,66 |
|  | Arcos de Valdevez (Salvador), Vila Fonche e Parada | 2754 | 5,27 | Parada      | 380  | 2,0  |